# Get Behind Me Satan
Get Behind Me Satan é o quinto álbum de estúdio da banda americana The White Stripes, lançado em 7 de julho de 2005 pela gravadora V2 Recordings.
O álbum possui menor ênfase nas guitarras e mais participações do piano e do violão, além do uso de marimbas, como em "The Nurse" e "Forever For Her (Is Over For Me)". O guitarrista e vocalista Jack White apresenta uma técnica diferente de antes, sendo mais rítmico e fazendo uso menos constante de riffs agressivos. Outra novidade no álbum é Meg White cantando na faixa "Passive Manipulation".

## Faixas
Todas as músicas escritas por Jack White.
1. "Blue Orchid" – 2:37
2. "The Nurse" – 3:47
3. "My Doorbell" – 4:01
4. "Forever for Her (Is Over for Me)" – 3:15
5. "Little Ghost" – 2:18
6. "The Denial Twist" – 2:35
7. "White Moon" – 4:01
8. "Instinct Blues" – 4:16
9. "Passive Manipulation" – 0:35
10. "Take, Take, Take" – 4:22
11. "As Ugly as I Seem" – 4:10
12. "Red Rain" – 3:52
13. "I'm Lonely (But I Ain't That Lonely Yet)" – 4:19

## Formação
- Jack White – guitarra, piano, vocais, marimba, tamborim, mixagem
- Meg White – bateria, vocais, sinos, triângulo, bongô, percussão

### Membros convidados
- Eddie Gillis – tamborim em "The Denial Twist"

### Membros adicionais
- Matthew Kettle – engenharia de som
- John Hampton – mixagem
- Howie Weinberg – masterização
- "The Third Man" – arte
- Ewen Spencer – fotografia
- Arthole – layout

## Recepção da Crítica
| Críticas profissionais | Críticas profissionais |
| Avaliações da crítica  | Avaliações da crítica  |
| Fonte                  | Avaliação              |
| ---------------------- | ---------------------- |
| Allmusic               | [ 1 ]                  |
| Pitchfork Media        | [ 2 ]                  |
| Rolling Stone          | [ 3 ]                  |
| Robert Christgau       | (A-)                   |
| NME                    | [ 5 ]                  |
| Q                      | [ 6 ]                  |
| Crawdaddy!             | (favorável)            |
| Slant                  | [ 8 ]                  |
| Uncut                  | [ 9 ]                  |

A revista Rolling Stone considerou Get Behind Me Satan o 3° melhor do ano de 2005 e ele recebeu o Prêmio Grammy de Melhor Álbum de Música Alternativa de 2006. O álbum foi incluído no livro 1001 Albums You Must Hear Before You Die.
O álbum chegou à 3ª colocação na parada The Billboard 200. Alguns singles também figuraram em diversas paradas: "Blue Orchid" (que chegou ao topo da Canadian Singles Chart), "My Doorbell" e "The Denial Twist".